# Mellicta mehadiensis
Mellicta mehadiensis är en fjärilsart som beskrevs av Gerhard 1882. Mellicta mehadiensis ingår i släktet Mellicta och familjen praktfjärilar. Inga underarter finns listade i Catalogue of Life.